# Poussy-la-Campagne
Poussy-la-Campagne est une ancienne commune française, située dans le département du Calvados en région Normandie, peuplée de 87 habitants.

## Toponymie
Le nom de la localité est attesté sous les formes : Polceium vers 1161 ; Polceium in Algia en 1171 ; Puceium et Pousseium en 1198 ; Pouceium en 1230 ; Pouchie en 1234 ;  Poucie en 1294  ; Pouchy en 1371.

## Politique et administration
| Période                                  | Période       | Identité      | Étiquette | Qualité |
| ---------------------------------------- | ------------- | ------------- | --------- | ------- |
| ?                                        | mars 2001     | Serge Herfort | -         | -       |
| mars 2001                                | décembre 2016 | Hélène Gibeau | SE        | -       |
| Les données manquantes sont à compléter. |               |               |           |         |

## Démographie
L'évolution du nombre d'habitants est connue à travers les recensements de la population effectués dans la commune depuis 1793. À partir du 1er janvier 2009, les populations légales des communes sont publiées annuellement dans le cadre d'un recensement qui repose désormais sur une collecte d'information annuelle, concernant successivement tous les territoires communaux au cours d'une période de cinq ans. 
Pour les communes de moins de 10 000 habitants, une enquête de recensement portant sur toute la population est réalisée tous les cinq ans, les populations légales des années intermédiaires étant quant à elles estimées par interpolation ou extrapolation. Pour la commune, le premier recensement exhaustif entrant dans le cadre du nouveau dispositif a été réalisé en 2004,.
En 2021, la commune comptait 87 habitants, en évolution de −12,12 % par rapport à 2015 (Calvados : +1,58 %, France hors Mayotte : +2,49 %).
| 1793 | 1800 | 1806 | 1821 | 1831 | 1836 | 1841 | 1846 | 1851 |
| ---- | ---- | ---- | ---- | ---- | ---- | ---- | ---- | ---- |
| 135  | 73   | 170  | 145  | 138  | 146  | 133  | 126  | 118  |

| 1856 | 1861 | 1866 | 1872 | 1876 | 1881 | 1886 | 1891 | 1896 |
| ---- | ---- | ---- | ---- | ---- | ---- | ---- | ---- | ---- |
| 124  | 122  | 127  | 116  | 108  | 105  | 100  | 90   | 87   |

| 1901 | 1906 | 1911 | 1921 | 1926 | 1931 | 1936 | 1946 | 1954 |
| ---- | ---- | ---- | ---- | ---- | ---- | ---- | ---- | ---- |
| 87   | 78   | 80   | 86   | 78   | 77   | 70   | 75   | 95   |

| 1962 | 1968 | 1975 | 1982 | 1990 | 1999 | 2004 | 2009 | 2014 |
| ---- | ---- | ---- | ---- | ---- | ---- | ---- | ---- | ---- |
| 82   | 86   | 83   | 94   | 90   | 92   | 102  | 93   | 101  |

| 2018 | - | - | - | - | - | - | - | - |
| ---- | - | - | - | - | - | - | - | - |
| 90   | - | - | - | - | - | - | - | - |

## Lieux et monuments

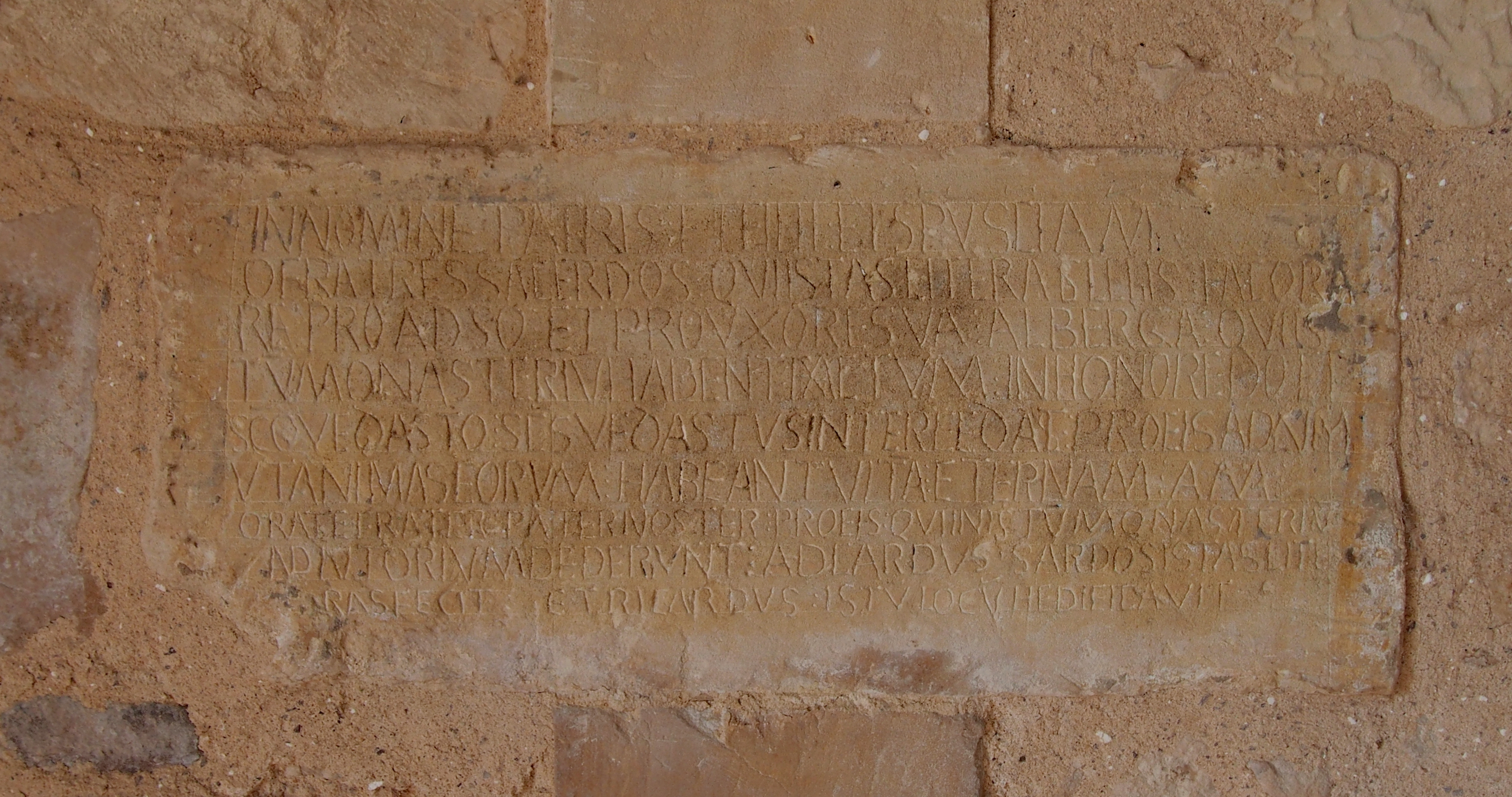
L'inscription latine de l'église Saint-Vaast.

- Ifs du cimetière dont le tronc fait plus de 3 m de circonférence (site classé depuis le 30 octobre 1935)[10].
- Église Saint-Vaast (XIIe, remaniée XIVe et XVIIIe siècles). L'église conserve une inscription latine datant de l'époque carolingienne, qui pourraient provenir d'un ancien monastère, l'un des quarante établissements monastiques recensé en Normandie[11].